# Imagitec Design
Imagitec Design était une société de développement de jeux vidéo fondée en 1989, basée au Royaume-Uni. La principale personne impliquée était Barry Leitch, qui a travaillé comme compositeur pour de nombreuses bandes sonores de la société.
Imagitec Design a interagi avec d'autres sociétés telles qu'Atari Corporation, Gremlin Interactive et Electronic Arts. Début 1997, Imagitec a été racheté par Gremlin et est devenu une partie de Gremlin Interactive Studios.

## Jeux
- American Gladiators
- Butcher Hill
- Blood Valley
- Bubsy in: Fractured Furry Tales
- Combo Racer
- Daemonsgate
- Dwagons - jeu pour Mega Drive jamais commercialisé[2]
- Freelancer 2120 - jeu sur CD pour Atari Jaguar  jamais commercialisé
- The Gadget Twins
- Gemini Wing
- The Humans
- I-War
- Netherworld
- Prophecy I - The Viking Child
- Raiden
- Ratpack
- Snow White: Happily Ever After
- Space Junk - jeu inachevé pour Atari Falcon
- Stratego
- Suspicious Cargo
- Tempest 2000
- Viking Child
- Wheel of Fortune
- Zone Warrior